# Junta de Portavoces
En España, la Junta de Portavoces es un órgano parlamentario existente en cada una de las Cámaras de las Cortes Generales, que tiene como misión asesorar a la Mesa y a la Presidencia de la Cámara respectiva en la distribución del trabajo parlamentario. Asimismo, los parlamentos autonómicos españoles también cuentan con este órgano.
Cada una de las Cámaras legislativas tiene una Junta de Portavoces, que está integrada por los portavoces de los grupos parlamentarios existentes y presidida por el presidente de la Cámara. Asimismo, también asiste a las reuniones un miembro del Gobierno, normalmente el Secretario de Estado de Relaciones con las Cortes o, en su defecto, el Director General de Relaciones con las Cortes. La Junta se reúne semanalmente.

## Funciones
De acuerdo a los reglamentos del Congreso de los Diputados y del Senado, la Junta de Portavoces asesora en:
- Las fechas en que hayan de comenzar y terminar los períodos de sesiones de la Cámara.
- El orden del día de las sesiones del Senado.
- Los criterios que contribuyan a ordenar y facilitar los debates y tareas del Senado.
- Las normas interpretativas o supletorias que pueda dictar la Presidencia.
- El número de comisiones y el número de miembros que las compongan.
- La utilización del voto telemático en casos extraordinarios.
- La forma y plazos de tramitación de las propuestas o proyectos de ley.
- La solicitud de comparecencia de los miembros del Gobierno.

## Miembros

### Presidente y portavoces
El presidente de la Cámara es, a su vez, presidente de la Junta de Portavoces. Este es elegido por y entre los miembros de cada Cámara. Por su parte, los portavoces parlamentarios son elegidos por cada uno de los grupos parlamentarios constituidos en cada legislatura.

### Otros asistentes
Los reglamentos de ambas Cámaras prevén la asistencia a la Junta de un representante del Gobierno. En la XV legislatura, las relaciones con el Parlamento están asignadas al Ministerio de la Presidencia, Justicia y Relaciones con las Cortes, que las ejerce a través de la Secretaría de Estado de Relaciones con las Cortes y Asuntos Constitucionales. El titular de este órgano o, en su defecto, el titular de la Dirección General de Relaciones con las Cortes, son los representantes gubernamentales en las juntas de portavoces.
Asimismo, para prestar asistencia legal y técnica, a las reuniones de las juntas también asisten los Secretarios Generales-Letrados Mayores de cada una de las Cámaras.
Por último, el Reglamento del Congreso exige que, además de los anteriores, también asista, como mínimo, uno de los vicepresidentes y uno de los secretarios de la Cámara (art. 39). Por su parte, el Senado, como cámara territorial, también permite la asistencia de representantes de Grupos territoriales, en caso de que se haya constituido (art. 43).

## Junta de Portavoces del Senado
| Cargo                      | Nombre                       | Grupo Parlamentario             |
| -------------------------- | ---------------------------- | ------------------------------- |
| Presidencia                | Pedro Rollán Ojeda           | Popular                         |
| Portavoces                 | Juan Espadas Cejas           | Socialista                      |
| Portavoces                 | Sara Bailac Ardanuy          | Izquierdas por la Independencia |
| Portavoces                 | María Carmen da Silva Méndez | Plural                          |
| Portavoces                 | Estefanía Beltrán de Heredia | Vasco                           |
| Portavoces                 | Juanjo Ferrer Martínez       | Izquierda Confederal            |
| Portavoces                 | Ángel Pelayo Gordillo Moreno | Mixto                           |
| Representante del Gobierno | Rafael Simancas Simancas     |                                 |
| Letrado                    | Fernando Galindo Elola-Olaso |                                 |

## Junta de Portavoces del Congreso de los Diputados
| Cargo                      | Nombre                         | Grupo Parlamentario |
| -------------------------- | ------------------------------ | ------------------- |
| Presidencia                | Francina Armengol Socías       | Socialista          |
| Portavoces                 | Miguel Ángel Tellado Filgueira | Popular             |
| Portavoces                 | Patxi López Álvarez            | Socialista          |
| Portavoces                 | María José Rodríguez de Millán | Vox                 |
| Portavoces                 | Verónica Martínez Barbero      | Plurinacional Sumar |
| Portavoces                 | Gabriel Rufián Romero          | Republicano         |
| Portavoces                 | Míriam Nogueras Camero         | Junts per Catalunya |
| Portavoces                 | Mertxe Aizpurua Arzallus       | Euskal Herria Bildu |
| Portavoces                 | Maribel Vaquero Montero        | Vasco               |
| Portavoces                 | Rotatorio.                     | Mixto               |
| Representante del Gobierno | Rafael Simancas Simancas       |                     |
| Letrado                    | Sara Sieira Mucientes          |                     |